# أدب عبري
أدب عبري (بالعبرية: ספרות עברית) هو مصطلح أدبي يطلق على الأعمال الشعرية والنثرية التي كتبت باللغة العبرية قديما وفي القرون الوسطى والعهد الحديث. ومن أهم الكتب في الأدب العبري الكتاب العبري (التناخ).
معظم الأدبيات الدينية اليهودية مكتوبة باللغة العبرية. الميشناه، هو المصدر الأساسي للشروحات التوراتية، وقد كتب باللغة العبرية حوالي عام 200 قبل الميلاد. بالإضافة إلى أن العبادات اليهودية تم تجميعها في كتاب باللغة العبرية.

## الحرب في الفكر اليهودي الصهيوني وانعكاساتها في الادب العبري المعاصر
أصبحت الحروب بمثابة تجسيد عملي وضرورة حتمية وعمل مقدس بالنسبة للشخصية اليهودية في جانبيها الصهيوني والإسرائيلي، مهما حاول الفكر الصهيوني- وأداته الأدب العبري- أن يلبسها من أرديته الشرعية المختلفة، وتعبر عالمة النفس الإسرائيلية عاميا ليبليخ عن هذه الظاهرة بقولها: ”إن التعايش مع الحرب كان وما زال جزءاً رئيساً من حياتنا منذ إقامة الدولة وكذلك الفترة السابقة لها".
وهكذا فان المجتمع الإسرائيلي، بسبب وجوده في حالة نزاع وحرب مستمرة، منذ أن قامت إسرائيل وحتى الآن، أصبح في حالة من التعود على حقيقة إن الحرب، وان كانت تنطوي على العديد من المخاطر، إلا إنها تنطوي في نفس الوقت على مصدر طاقة بالنسبة لأمور كثيرة، من هنا يرى أصحاب هذا الاتجاه في إسرائيل إن العرب فعلوا حسناً لأنهم لم يوافقوا على مشروع التقسيم عام 1947 وفرضوا الحرب على إسرائيل عام 1948، ويضيف هؤلاء: (بأن اليهود، وبسبب هذه الحرب، وصلوا إلى إنجازات كبيرة إقليمية وتكنولوجية وغيرها، وان محاولة تخيل تاريخ إسرائيل دون وجود النزاع العربي الإسرائيلي ربما كان يضع أمامهم صورة لدولة ذات إنجازات اقل بكثير من إنجازات إسرائيل التي فرض عليها النزاع والعداء والحروب).
وهذا الاتجاه داخل إسرائيل يحاول بطبيعة الحال، إن يستخلص ما هو إيجابي، من ظاهرة الحروب المتواصلة التي تخوضها إسرائيل ضد العرب، وقد أدى هذا الاتجاه إلى خلق حالة خوف من السلام في داخل إسرائيل وصلت إلى حد إضفاء نوع من القدسية الإلهية على (السلام المأمول) بين إسرائيل والعـرب تكاد تتشابه مـع انتظار اليهودي (المؤمن) لقدوم المسيح المنتظر المخلص والخلاص الأخير، وهنا تجب الإشارة إلى أن المسؤولين الإسرائيليين يلجأون إلى شن الحرب إذا ما شعروا بضغط متزايد أو تفجير غير محسوب لبعض المشاكل كما حدث في حرب 1967، إذ كانت المشاكل الاقتصادية في إسرائيل قد وصلت إلى ذروتها وكانت الحرب هي المخرج والحل لكل هذه المشاكل وهم يرددون لغز شمشون (من المر يخرج الحلو)، من جانب آخر أثبتت التقديرات إن الإسرائيليين دون فارق في الأصل والخليقة والنوع والسن والمهنة والمستوى الثقافي أو الاقتصادي يخافون من الحرب أكثر من أية كارثة ممكنة أخرى.
وتكمل الكتابات الأدبية العبرية هذه النتائج بعمق، حتى أصبحت الحرب هي الموضوع الرئيس لأدب الجيل الشاب والتجربة المركزية في حياته، فلا تكاد تكون هناك قصة أو قصيدة أو مسرحية لا تتناول، ولو حتى بصورة غير مباشرة، تجربة الحرب أو المغامرات البطولية في القتال.
ونغمة الحرب العامة في الأدب العبري في جانب منها نغمة عزوف واشمئزاز مثلما هي نغمة فخـر وتمجيد، وتتميز بسلبية غرائزية كثيرا مـا تتجلى فيها الرغبة فـي فهم (العدو) والمشاركة في مشاعره إلى حد إن بعض النقاد رأوا ضرورة الحذر من (الميل إلى الانتحار في الأدب)، ومن أبرز ممثلي هذا الاتجاه أ. ب. يهوشوع وساميخ يزهار وعاموز عوز ويهودا عميحاي واهارون ميجد وداليا رابيكوفيتش ويورام كنيوك وحانوخ برطوف وبنيامين تموز وبنحاس ساديه ويتسحاق اورباز.
ولكن بعد حرب تشرين 1973 حدث تحول في هذه النظرة، إذ أدرك الإسرائيليون فداحة الثمن الذي دفعوه في هذه الحرب من الضحايا والآثار التي ترتبت عليها بالنسبة للكثير من قضايا الوجود اليهودي، إن الحرب بقدر ما هي مفيدة للوجود اليهودي من نواحي كثيرة، فإنها أيضا سبب من أسباب الدمار في نواحي كثيرة ومهمة، وبالرغم من بروز قوى كثيرة من داخل المجتمع الإسرائيلي تنادي بالسلام مثل حركة (שלום עכשיו) «السلام الآن» وغيرها، إلا أن القوى العدوانية الرافضة للسلام ما زالت لها اليد الطولى في صناعة وتوجيه القرار السياسي في إسرائيل. وهناك العديد من الأمثلة نذكر منها على سبيل المثال لا الحصر:

## القصة
- وفـي قصة (בין אב לבנו) «بين أب وابنه» يجعل الكاتب شموئيل يوسف عجنون الحرب قدرا حتميا لكـل يهودي قياسا لوطنيتـه: (ואני הלכתי למלחמה מיד להתחלתה ועמדתי בקשרי המלחמה עד סוף נפילה, פטריוט גדול הײתי) «ذهبت إلى الحرب منذ بدايتها واستمريت بها حتى وضعت الحرب أوزارها، كنت وطنيا كبيرا».
- وفي المقطع التالي يؤكد الأديب عجنون على التزام اليهودي بواجباته الدينية ومنها الحرب على الرغم من سوء الأحوال والظروف التي تواجهه خلالها: (כל שנכנס שוב אינו חוזר, כל הימים שהײתי במלחמה לא אכלתי דבר אסור ושמרתי כל המצװת, ואין צריך לאמר שהײתי זהיר בצװת תפילין)«كل من يدخل لا يعود ثانية، وفي كل الأيام قضيتها في الحرب لم آكل شيئا ممنوعا وحافظت على واجباتي الدينية ولست بحاجة لأقول أني كنت حذرا في فريضة التفلين».
- وفي قصة الكاتب ش. شالوم [1] (במתח הגבוה) «بالتوتر العالي» يدعو الكاتب إلى وجوب تدريس سفر يشوع لأطفال اليهود، ذلك الجزء من التوراة التي يعلمهم أساليب الاستيلاء والسطو، فهم يعتبرونه مصدر الهام وشريعة مقدسة، فهو يغذي وجدانهم بمبررات الحرب والقسوة والوحشية ويمدهم بالإيمان لما يسعون إليه من أهداف استعمارية نقره لتكبير أو تصغير الصورة ونقرتين لعرض الصورة في صفحة مستقلة بحجمها الطبيعي אבא שלי היה מורה שם וכשהוא למד אותי בשבת פרק ישעיהו, הרגשתי את המתח הגבוה הזה.. אז כשלמדתי את הפרק בישעיהו ואני ילד קטן, כבר ידעתי שאני אהיה לוחם מלחמת ישראל ושאני אפול בקרב.. זה הוא המתח הגבוה) «كان أبي معلما هناك وعندما علمني سفر يشوع في السبت، شعرت بهذا التوتر العالي حينئذ، وعندما درست سفر يشوع وأنا طفل صغير علمت أني سأصبح مقاتلا في حرب إسرائيل وإنني سأسقط في الحرب، وهذا هو التوتر العالي».

وفي مكان آخر من القصة ذاتها يعمل الكاتب شالوم على إثارة الحماسة لدى الشباب اليهود لكي يبقوا يقظين ومستعدين لدخول الحرب المقدسة ويكملوا الاحتلال، ويتعمد الكاتب التذكير بوجود آلام وجروح عانى منها اليهود لكي تكون الحافز لهم لخوض الحرب وتحقيق أهدافهم:
(אנחנו מביאים את הגאולה.. אנחנו הנערים בישראל, שיודעים את החײם במתח הגבוה, לא לישון, לא להירדם, להיות ער, ער, לבנות עם חדש, אדם חדש.. אומה גדולה, וזה כואב לא ידעת כמה כואב, הכל זועק אזני מתחרשרת מן הזעקה שאני שומע מן הדם שלי הכואב אבל זה טוב.. זה ער, זה המתח הגבוה, אלה פעמי הגאולה, פעום, פעום, פעום צעוד, צעוד, צעוד, המשיח הנה בא, הידד הידד הנה בא) «نحن من يجلب الخلاص، نحن شباب إسرائيل الذين نعرف الحياة بتوتر عالٍ، لا للنوم، لا للرقاد، لنتيقظ ونستيقظ لبناء شعب جديد، إنسان جديد، أمة كبيرة، انه لمؤلم، آه لو تعرفين كم هو مؤلم، الكل مصاب، الكل يصرخ، أذني تكاد تصاب بالصمم من الصراخ الذي سمعت من دمي المتألم، ولكن هذا جيد، هذا متيقظ، انه التوتر العالي، هي أجراس الخلاص مرة بعد أخرى وخطوة بعد خطوة، الماشيح ها هو قد جاء، جاء مرحى. مرحى ها هو الماشيح».
في هذا المقطع من القصة يحفز الأديب شالوم اليهود على الحرب مؤكدا انهم أصبحوا دولة وشعبا ولديهم مؤسسة عسكرية كاملة وجنود مستعدون ومدربون على كل الأسلحة وهم رهن الإشارة لخوض الحرب: (אנחנו כבר מדינה יהודית,.. אבל יש כבר בחורים שלנו ליד התותחים, ויש כבר בחורים שלנו על כנפי האוירונים ויש כבר בחורים שלנו בצי של ספינות קרב וכלם מחכים לאות)() «نحن بالفعل دولة يهودية، ولكن هناك أيضا شبابنا قرب المدافع وشباب آخرون داخل الطائرات وشباب أيضا في أسطول السفن الحربية، وكلهم جاهزون للإشارة».
- وفي قصة حربية أخرى للكاتب (ش. شالوم) وهي (יומן בגליל) «يوميات الجليل» يبين فيها إن إذكاء نار الحرب وتسعيرها أمر حتمي وهو واجب كل يهودي مدعيا إنها حرب دفاعية وهو يريد بذلك إيصال رسالة إلى كل يهودي بوجود خطر دائم لا يمكن القضاء عليه إلا بالحرب:

(בשיחות עם צעירי המושבה... ובלילות אני מאספם בבית העם מקבץ הנשק, עורך קבוצות ומלהיב לבבות למלחמת ההגנה.. ואם הרהור זו עולה בלבי או בלב משהו אחר אני מחניקו בחיתוליו, ואם דעת פושרת נשמעת מאיזה צד, יש החפץ לקרוע את בעליה כדג, דומה שסכנה נוראה סכנה שמחמת אי האפשרות להגדירה ולמצוא את מהותה ואשה לשחקים יגיע, סכנת מות הפרט וכליון הכלל צפויה מכל מי שיעיז בלבו לחשוב אחרת בימים שכאלה) «في أحاديث مع شباب المستوطنة... وفي الليالي كنت اجمعهم في بيت الشعب اجمع الأسلحة وانظم المجاميع وألهب القلوب بحماسة الحرب الدفاعية.. وإذا ما خطرت فكرة غريبة على بالي أو بال أي شخص آخر فسوف اقضي عليها في مهدها، وإذا ما طرح حل وسط من أي جانب فهناك رغبة لتمزيق صاحبه كالسمك.. كما لو كان هناك خطر مخيف، خطر بسبب عدم القدرة على وصفه أو إيجاد تكوينه، فيصل تأثيره إلى السماء، ذلك لان خطر موت الإنسان وفناء الجماعة سيصبح متوقعا لكل من توسوس له نفسه في تبني فكرة كهذه في مثل هذه الأيام».
وتبرز عدوانية اليهودي، كما يصورها الكاتب في قصته، من خلال وصفه بالفرح والتهليل عندما يقتل إنسانا ويوضح إن سبب القتل هنا هو الرغبة في الحصول على وطن وبهذا المعنى تصبح الحرب واجبا شرعيا، لكل من يحذو حذوه ويصبح القتل مقدسا إرضاء للأنبياء والتزاما بشرعيتهمنقره لتكبير أو تصغير الصورة ونقرتين لعرض الصورة في صفحة مستقلة بحجمها الطبيعي פתאום נשמע קול.. רצחתי, קורא הקול, רצחתי אח, אדם, בשר ודם מולדת ביקשתי ומצאתי דם, דרור בקשתי ויקדם את פני הרצח.. הנה הוא הנהו האדם שרצחתי אני נינם של נביאים.. אני נכדם של קדושי עליון) «وفجأة سمع صوت.. كان ينادي: قتلت، قتلت أخا، إنسانا، دما ولحما، أردت وطنا ووجدت دما، طلبت الحرية فواجهت القتل.. ها هو الإنسان الذي قتلت، انظروا... أنا من ذرية الأنبياء.. أنا حفيد أولياء الرب».
- لقد سعى الأدب العبري إلى صياغة القصص الأسطورية اليهودية القديمة حول الحرب لإضفاء الطابع الشرعي والتاريخي لها ومن تلك القصص، قصة (דװדיקה) «دفديكا» للكاتب اليهودي هليل، والتي تحكي قصة طفل يهودي متحمس منذ طفولته لسماع القصص اليهودية القديمة وتأثر أكثر ما تأثر به منها بقصة داود الصغير الذي انتصر على جالوت العملاق المسلح وبذلك جمع الكاتب بين البطولة والشرعية في هذه القصة:

(הנפלא שבהם המעשה בדוד שהיכה את גלית, ראשית: גיבור הסיפור נקרא בשמו דוד.. ושנית: הרי דוד ילד וגלית היה איש גדול ורע, וגלית היה חמוש מכף רגלו ועד קדקודו וגובהו.. שש אמות וזרת וכובע נחשת על ראשו ושריון קשקשים הוא לבוש.. ומצחת נחשת על רגליו וכידון נחשת בין כתפיו ובכלל גבור חיל מאין כמוהו, ובכל זאת דוד לא פחד זה באמת נפלא מאוד הוא קרא אל הענק הפלשתי באומץ וקלע בו את האבן החלוקה ופגע במצח הענק והרגו.. ודודיקה שלנו אהב את דוד המלך והתלהב ממנו בכל לבו) «والعجيب الذي فيها هي قصة داود الذي ضرب، أولا: لان بطل القصة يدعى باسمه ديفيد وثانيا: لان داود كان صبيا بينما كان جالوت رجلا كبيرا وسيئا، وجالوت كان مسلحا من أخمص قدمه حتى رأسه وهو يرتدي ست وسطات وخنصرا وقبعة نحاس على رأسه ودرعا من زرد ودرع ساق على رجليه وحربة من نحاس على كتفيه، على العموم كان بطل حرب لا مثيل له، ومع كل ذلك فان داود لم يخف وهذا بحق لمدهش جدا، وقد صرخ بشجاعة في وجه العملاق الفلسطيني ورماه بحجر مرتدة فأصابت جبهته وقتلته.. لقد احب دفديكا داود الملك وتحمس من خلاله بكل قلبه».
- وفي قصة من قصص الحرب للكاتب موطي غور تحت عنوان (הר הבית והכותל המערבי) «جبل بيت المقدس والحائط الغربي» يصف فيها الكاتب عملية احتلال بيت المقدس والحائط الغربي بحركة من قائدهم الذي خطط للعملية وهو (بن صور) فنجحت العملية من خلال أجواء ملبدة بالحرائق والدخان وإطلاق الرصاص وقذائف الدروع ثم يأخذ الكاتب بوصف جو المعركة: وكيف كان الضباط وأجهزة الاتصال مستمرين بالعمل والرمي المتواصل إلى كل اتجاه.. إلى أن يصل إلى إتمام احتلال بيت المقدس والحائط الغربي فتكون بذلك مهمة الجيش قد تحققت في هذا القاطع وبلغ مبتغاه.. ومن خلال ذلك يحاول الكاتب تأكيد إن هذه هي غاية الحرب وهذا هو قدر اليهود، لأن فيها إرضاءً للشريعة السماوية ولأباء اليهود: إسحاق وإبراهيم- على حد زعمه- وفي القصة أيضا تأكيد لتاريخ اليهود الحربي ورموزهم التاريخية المتمثلة بالمكابيين والقنائيين وباركوخبا وغيرهم:

(מבחינתי את מטרתי השגחתי.. הר הבית בידינו, הר הבית הוא גם הכותל.. כאן אני מרגיש כמו בבית.. גבול המאריים.. הר הבית, הר המוריה.. אברהם ויצחק.. בית המקדש, הקנאים המכבים, ברכוכבא, רומאים ויונים הכול מתערבב יחדיו, במחשבה.. אולם ההרגשה איתנה ועוקה מן הכול, אנחנו בהר־הבית.. הר הבית שלנו) «من جهتي أنا حققت هدفي.. بيت المقدس بأيدينا، بيت المقدس هو والحائط أيضا، هنا أحس وكأنني في بيتي، إنها غاية الآمال، جبل بيت المقدس، جبل الموريا، إبراهيم وإسحاق.. بيت المقدس، القنائيون والمكابيون، باركوخبا، الرومان واليونان، الكل خليط واحد في الفكر مع إن الشعور أقوى واعمق من كل شيء، نحن في جبل بيت المقدس، جبل البيت لنا».
- ويصف الكاتب احتفالات الجنود بفرحة النصر، والذين كانوا مستعدين له باعتباره أمرا محتما دوما، ولا يفوت الكاتب أن يدمج هذا الانتصار بالدين حيث أن مشاركة الرباني وتوراته وبوقه في هذا الاحتفال ما هو إلا تأكيد من قبله على مشروعية الحرب وتأييد الدين اليهودي لحروب اليهود باعتبارها شريعة سماوية وفريضة إلهية:

(משני עברי הכביש כוחות מעורבים של גדוד וגדוד במרכז נוסעת שירת האלוף וסגן הרמטכ״ל מעל לכולם נישא ספר תורה הרב צועד וספר תורה בידו צמוד ודבוק אל גופו הרב גורן מקרב אל פיו את השופר בחוצות העיר העתיקה נשמעת תקיעה אשר לא נשמעה בה מזה שנים רבות תקיעת שופר יהודית, הלוחמים עונים על התקיעה בקריאות־קרב סוערות) «على جانبي الطريق قوات مشتركة من الكتيبة 28 والكتيبة 71.. وفي الوسط تسير قافلة القائد ونائب رئيس أركان الجيش.. وقد رفع فوق الجميع كتاب التوراة.. كان الحاخام يسير وكتاب التوراة في يده مربوط وملتصق إلى جسده.. قرَّب الحاخام جورن البوق إلى فمه وسمعت عند ضواحي المدينة القديمة، نفخة بوق لم تكن تسمع منذ سنوات طويلة.. نفخة بوق يهودية.. وقد أجاب المقاتلون على هذه النفخة بهتافات حرب صاخبة».

## الشعر
- ومن أبرز ما كتب الشاعر نتان زاخ في هذا المجال هي قصيدة جامعة شاملة تحكي قصة الاستيطان اليهودي ومكوناته الأساسية: الشعب، الأرض، الفكر، العمل، البناء، الليل والنهار والحياة.. الخ وكل هذه الأمور تحكمها وتحددها وتقرر مصيرها الحرب التي هي جوهر الوجود الاستيطاني اليهودي ومستقبله كما يفهم من هذه القصيدة التي اسماها الشاعر (مقدمة لقصيدة) فيقول:

(هذه القصيدة تروي قصة بشر:/ بما يفكرون وما يريدون/.. وهي أيضا قصيدة عن أفعال البشر/ إذ إن ما ينجز أهم/ مما لا ينجز.. وكل إنسان يريد/ أن ترسخ في الذاكرة أفعاله أياما طويلة بعد نسيان/ ما لم يفعلها../ وهي أيضا قصيدة عن بلاد واسعة شاسعة وحين يجن/ الظلام، تكتسي شفقا كالرحمة، عندئذ قد يخطئ/ الإنسان ليعتبرها صحراء، إذن هي قصيدة/ عن صحراء وعن بشر يمشون في رمال رمضاء تسري/ في دمهم وهي قصيدة عن كل ما يخص البشر: كيف/ يشعرون حين تنشد الليلة الزرقاء نشيد القوافل/ وكيف يتذوقون رملاً في الطائرة المحروقة التي تسقط وتفنى/ كقصاصة حب ملتهبة.. وعوضا عن الكلام، إنها قصيدة/ عن منازل تُهدم وأخرى تُشاد محلها/ ولكن لم تعد شبيهة بما سبقها: وسوف يتغنى شعراء/ بمنازل طالما تغنى شعراء في دنيا.. ولكن، ربما/ ليس طالما بقيت منازل في الدنيا.. وأخيرا هذه قصائد/ عن حرب وكتبت في خضمها على مكتب دون سلوان).
- ويعبر أمنون روبنشتاين عن هذا التضارب بين التأرجح في الرغبة في السلام والخوف منه بقولة: ” إن لدينا جيلا كاملا كبر مع الحروب وفي وسطها، وبالرغم من هذا فانه لم يفقد رغبته في حياة السلام، وهذا التوازن بين هاتين القوتين المتناقضتين، ضرورة المحاربة والرغبة في الفرار من الموقف العسكري، يمثل نموذجا إسرائيليا مثاليا، الحالم والمحارب “.

هكذا يتضح إن الحروب التي تشنها إسرائيل ضد العرب هي وفق الشريعة اليهودية حروب مقدسة للدفاع عن الاستيطان اليهودي في فلسطين، وكذلك فان الخدمة في الجيش الإسرائيلي (צה״ל) هي وفق الفكر اليهودي الديني من تشريعات التوراة الصحيحة، ومثال على ذلك، فان الأحزاب الدينية أيدت في إحدى المرات خطوة رئيس الأركان الإسرائيلي عندما خفف عقوبة جندي من الاحتياط، قام بقتل عابر سبيل عربي إلى السجن لمدة عامين.
وهذه الادعاءات، التي يروج لها الأدب العبري تحت أغطية الشريعة والدين، ما هي إلا واحدة من الأساليب التي يتبعها الفكر اليهودي الصهيوني ليجعل الحروب ضد العرب أمراً حتمياً (مبرراً وضرورياً) لبقاء إسرائيل، ومن الطبيعي أن يولد هذا التضليل الإعلامي والأدبي في الأجيال اليهودية الناشئة التي تعيش حياتها اليومية على الدعاية الرسمية وعلى نتاجات الأدباء والشعراء اليهود بما تتضمنه من تخدير وتشويه، والرغبة والتشجيع على الاندماج في الحياة العسكرية دفاعاً عن أنفسهم مما جعل الشباب اليهود ينخرطون منذ صغرهم فيما يسمى كتائب الشباب (جدناع) والشبيبة الطلائعية المحاربة (ناحال) والفرق العسكرية الأخرى.
ويحدد الأديب اهارون ميجد أهمية الحرب بالنسبة لوحدة نسيج المجتمع الإسرائيلي فيقول: ”لقد نقلتنا الحرب إلى دولة في حالة انجذاب مثل انجذاب الصوفية ولكن عندما تنتهي سنسقط في حالة انهيار، ولسوء الحظ إن الذي يجعل هذه الدولة اشد التصاقا هي اللحظات التي تتقارب فيها من اجل هدف واضح للدفاع عن وجودنا “.
ويؤكد الأديب العبري أ. ب. يهوشع المعنى نفسه فيقول:
” إن النزاع المتواصل قد خلق في إسرائيل مجتمعا متقاربا ومتضامنا وان صراع الأقلية ضد الأغلبية قد اجبر الإسرائيليين على أن يخلقوا فيما بينهم تضامنا غير مشروط على صورة إن كل واحد متداخل مع الآخر ومرتبط به “.
وبرغم هذه الرؤية إلا إن الوجدان اليهودي داخل إسرائيل يرى حالة الحرب كما لو كانت حالة نهائية ودائرة مغلقة لا فكاك منها حتى خاضت إسرائيل منذ تأسيسها أكثر من خمس حروب وكانت كل حرب تتطلب جهودا فائقة ولم تجلب أي من هذه الحروب السلام، بل على العكس، فقد ظل الوضع على ما هو عليه ولم يتغير شيء، وعاش الألوف من الشباب اليهود حياتهم ومناظر الحرب المتكررة ترافق طفولتهم ورجولتهم ومناظر الجثث والعجلات العسكرية التي تشتعل وكأنها شعلة ضخمة تنير سماء الصحراء المظلمة وتفوح منها رائحة الوقود الكريهة والمطاط المحترق مختلطة برائحة اللحم البشري الذي تشويه النيـران، ولهذا ليس مستغربا أن يصبـح القول الشائـع عن التجمع اليهودي بأنه (جنود في إجازة) أو (جيش له دولة).. الخ من التعبيرات التي تعكس طبيعة التجمع العسكري الذي تسيطر عليه بشكل دائم صفة الاستعداد بين حرب وأخرى.
- وقد عبر الشعراء العبريون عن هذه الحقيقة في كثير من أشعارهم مثل الشاعر يعقوب باسار حيث يقول في قصيدته (המלחמה הבאה)«الحرب القادمة»:

(الحرب القادمة.. ننشئها.. نربيها/ ما بين حجرات النوم وحجرات الأولاد/ النعاس آخذ في الاصطباغ بالسواد/ ونحن في فزع من الاقتراب منه).
- والأغنية التي شاعت في إسرائيل خلال حرب الاستنزاف 1969- 1970 والتي كتبها الشاعر حانوخ ليفين بعنوان (אני ואתה והמלחמה הבאה)«أنا وأنت والحرب القادمة» والتي تعكس إحساس الشباب اليهود بأنهم يعيشون في حالة حرب دائمة أو في انتظار حرب أخرى تقول كلماتها: (حين نتنزه نكون ثلاثة:/ أنا وأنت والحرب القادمة/ وحينما ننام نكون ثلاثة/ أنا وأنت والحرب القادمة)، وقصيدة دان عومر (בגיל השלושים)«في سن الثلاثين» التي يقول فيها:

(في سن الثلاثين أنا كالبيت المهجور/ تصفر بين أحلامي رصاصات الحرب/ وأسمال بالية/ تجفف في داخلي قطرات الدم/ دم عزلتي/ مشاعري مدافع عديمة الإرجاع/ في سبطاناتها تنمو أشواك صفراء/ تقصفني من الداخل).
- قصيدة الشاعر حاييم حيفر (מצור השלום) «حصار السلام»: (فلتكن حربا، بغيرها لا نفهم/ لكن.. بالسلام؟ بالسلام لسنا واثقين)، مثل هذه النظرة نجدها أيضا في قصيدة افرايم تسيدون والتي يقف فيها الشاعر موقف المعارض لأي اتفاق مع العرب الفلسطينيين مهما كان الثمن حيث يقول:

(لو تخلى الفدائيون عن أسلحتهم وعقيدتهم/ فأرسلوا بطاقات التهنئة لكل بيت يهودي/ حتى لو شاركت المنظمة في بناء المستوطنات للمهاجرين الجدد/ حتى لو قامت فتح بنسج قبعات الصوف ليهود إسرائيل/ حتى لو اعترفوا بالدولة اليهودية/ فلن نجالسهم أبدا/ ولن نحاور).
- وفي قصيدة عاموس عوز (על האדמה הרעה הזאת) «على هذه الأرض السيئة» دعوة متطرفة للعنف والحرب من خلال مناشدة اله بني إسرائيل أن يكون أكثر انتباها ليفتك بأعداء بني إسرائيل بصورة أكبر، فيقول: (אדוני אלוהים צבאות, איפה, איפה, הײת עד עכשיו, גברת, ואיפה אני הײתי) «يا سيدي رب الجيوش، أين، أين، كنت حتى الآن، يا سيدة، وأين أنا كنتُ».

إن مأخذ عوز، في هذه القصة، على رب الجيوش انه لم يتدخل في اللحظة الحاسمة ورب الجيوش هذا الذي يستنجده عوز هو الذي (يرضى أن تحرق المدن وان يقدم مكانها قربانا مثلما فعل الإسرائيليون مع الكنعانيين عندما حرقوهم قربانا ليهوه)، وهذا الإله لم يكن عند حسن ظن عوز- على لسان بطل القصة- هذه المرة فقد تقاعس حتى وُصف لشدة ضعفه ورقته بالأنثى في الوقت الذي كان ينبغي أن يكون أكثر (وحشية) كي يكون فتكه بأعداء اليهود أكبر واشد.
على صعيد آخر تكتسب الحرب عند عدد من الأدباء العبريين درجة الشرعية الدينية الحتمية القدرية بالنسبة لليهود فنجد الأديب حاييم نحمان بياليك يظهر تأثرا واضحا برب الجنود اليهود الذي يشاركهم في حروبهم ويرمي بنقمته على أعدائهم وهذا ما نلاحظه في قصيدة (מגלת האש) «سفر النار»:
(וקרעי עננים מאדים/ טעוני דם ואש/ תעו במרחבי/ הלילה ויתנו בין ההרים הרחוקים את־זעם אל נקמות/ וחמתו בין צורי המדבר הגידו/ ותהי תחת אלהים על ההרים הרחוקים וחיל אחז את־צורי המדבר הזועפים: אל נקמות, יי״ אל נקמות הופיעו) " وقطع من سحب محمرَّة/ محملة دما ونارا/ تاهت في رحبات الليل/ تنشر بين الجبال البعيدة غضب إله النقمات/ وتروي سخطه بين صخور الصحراء/ ويحل فزع الله على الجبال البعيدة وتسيطر قوة على صخور الصحراء الغاضبة: يا اله النقمات، يا رب، يا إله النقمات اظهر).
- وفي الأبيات التالية يشير بياليك إلى سر تلك القوة الإلهية التي أمدت اليهود بالعون ضد أعدائهمنقره لتكبير أو تصغير الصورة ونقرتين لعرض الصورة في صفحة مستقلة بحجمها الطبيعي אם־יש את נפשך לדעת את המעין/ ממנו שאבו אחיך המדֻכאים/ בין מצרי שאול ומצוקות שחת, בין עקובים/ תנחומות אל, בטחון, עצמה, ארך רוח/ .. הנטוי לסבל חײ סחי ומאס, לסבול/ בלי קץ, בלי גבול, בלי אחרית)() «إذا أرادت نفسك أن تعلم من أي نبع/ استمد اخوتك المضطهدون/ بين مضائق الجحيم، ومحنات القبور، والعقارب/ عظم عزائمك وأمنهم وصبرهم/ تقوى على تحمل حياة العفن والخسة، تحملا/ بلا حد، بلا حاجز، بلا نهاية».
- وللشاعر العبري ناتان الترمان قصيدة تعالج موضوع شرعية الحرب وحتميتها بعنوان (לבוקר פלישה) «لصباح غزو» حيث يدعو الشاعر إلى الحرب باعتبارها الحل الوحيد الذي يجبر العرب على الاعتراف بحكومتهم ويعرف العالم، والعرب خاصة، من خلالها من هم اليهود:

(מי יכיר בממשלת העם המוקמת/ מוסקבה?/ ושינגטון? זמן לא ישהו פתרוניו/ אך מחר יתברר למדינה- במלחמת/ אם נגזר כי ערב בה תכיר ראשונה) «من سيعرف بحكومة الشعب الحالية؟/ موسكو؟/ واشنطن؟/ زمن لا تبقى حلوله/ ولكن غدا، سيتضح ذلك للدولة في الحرب / وإذا ما تقرر أن يعترف بها العرب أولا».
- وفي قصيدة (הצבא לעזרת המעברות) «الجيش لمساعدة المعسكرات الانتقالية» يصف الشاعر ناتان الترمان كيف يجب على الجيش أن يتحرك ويأخذ مواقعه جنبا إلى جنب مع اليهود للدفاع عن (دولتهم):

(שוב תפס הצבא עמדות בחזית/ שוב נצב הוא ראשון בפרץ/ אז עובד בזמננו הקו הראשון/ שתקמה בלעדיו אין לערוץ)() «مرة أخرى يتخذ الجيش مواقعه في الجبهة/ مرة أخرى يقف الأول باندفاع/ وعندئذ يعمل في زماننا الخط الأول والذي لا نهوض لأحد بدونه».
- وفي قصيدة (שירת אנוש) «قصيدة إنسانية» يحث الشاعر أ. رؤوبيني اليهود على الحرب وتأجيج روح الحماس لديهم بتصوير غليان الدم في عروقهم استعدادا للقتال مهما كان (العدو) المقابل لهم: (הדם יכה גלים הראש זקוף מבט חירוף התוקף מה עצום הרי מי יקרב מוכן לקרב אי־זה האיש יקום) «الدم يلتطم أمواجا/ الرأس منتصب/ نظرة ازدراء/ ما اعظم المهاجم عندما يكون مستعداً للتضحية في القتال/ ها هو من يقاتل/ أ مستعد للقتال؟/ من هو الرجل الذي سيقوم؟».

## المسرح
أما عن انعكاسات الحرب في المسرح العبري فهناك العديد من المسرحيات ذات الطابع الصهيوني المباشر أو غير المباشر تناولت هذا الموضوع، ومن هذه المسرحيات مسرحية (מלכת האמבטיה) " ملكة الحمام ملكة الحمام " وهي مسرحية عبرية كتبها (حانوخ ليفين) وظهرت بعد حرب 1967 وفي خضم حرب الاستنزاف، حيث كان الجو العام في إسرائيل غسل دماغ عسكري شوفيني بشكل لا مثيل له، في تلك الفترة راجت بين أوساط الفنانين والأدباء العبريين دعوتان، واتجاهان واضحان:
1- الأول: اتجاه الانضمام إلى حركة (أرض إسرائيل الكاملة) التي كانت تضم ناتان الترمان واوري تسفي غرينبرغ ويؤيدهما يهودا بورلا وشموئيل يوسف عجنون.
2- الثاني: اتجاه الخلود إلى الصمت، ويمثله عاموس عوز ويزهار سميلانسكي (والحديث هنا مقصور على الوسط الأدبي الرسمي).
في هذا الجو العام قدم ليفين مسرحيته الغنائية (ملكة الحمام) في عرضها الأول في نيسان من عام 1970 حيث أثارت عاصفة شعبية وهزت الرأي العام الإسرائيلي لأنها كانت صرخة حقيقية تلتهب فيها صرخات الدماء المسفوكة على الحرب، دماء الضحايا من أبناء الشعبين العربي والإسرائيلي، ولأنها أيضا تعرضت بالنقد لبعض اتجاهات السلطات الإسرائيلية وكشفت عيوب برامجها.
- والمسرحية الثانية التي عرضت في إسرائيل في أعقاب حرب 1967 وكشفت عن تخبطات الجيل الجديد في إسرائيل إزاء المشاكل التي تمخضت عنها تلك الحرب هي مسرحية (اقفز)، وهذه الكلمة (اقفز) عنوان المسرحية، هي لفظة تستخدم حين يريد أحد متحدثي اللغة العبرية الاحتجاج بسخرية على موقف أو رأي مضاد له، ومضمون المسرحية يتفق مع العنوان، فأبطال المسرحية كلهم من الشبان والشابات الذين عانوا من الحرب ومن ظروف حياتهم الراهنة التي تعدها لهم الأسرة والوكالة اليهودية وسائر المؤسسات الصهيونية وتقدمها لهم دون أن يبذلوا كثيرا في سبيلها، اللهم سوى الدم الذي يراق من حرب إلى أخرى، وهذا العمل المسرحي اقل جرأة من (ملكة الحمام) في تناولها لموضوع الحرب والموت بلا ثمن، ولا شك إن المؤلف قد خشي التعرض للحملة التي تعرض لها زميله مؤلف ملكة الحمام ولذلك فقد حاول خلق توازن معين بين وجهات النظر المتباينة في المجتمع الإسرائيلي.

وفي المقطع التالي من المسرحية تعبير عن الصراع الذي يعم المجتمع الإسرائيلي تجاه قضايا الحرب من ناحية وبين محاولة التوازن التي التزم بها مؤلف المسرحية من ناحية أخرى:
ايلي: إذن أنت تهرب يا جبان، اقتد بيوسي..
آبي: لا تسخر، للهروب اوجه حسنة جدا..
ايلي: هروب، انه عدم قدرة على مواجهة المشاكل..
آبي: من قال ذلك؟ أ هو بياليك؟ أم آحاد هاعام، أم ترومبلدور؟ عمَ تتحدث؟ ثلاثة يهود استطاعوا الهرب من روسيا، كاتب هرب من ألمانيا النازية، ومتهم بريء هرب من السجن، وملحق شهيد هـرب من اليونان.. أليس سماع هذه الأخبار فرصة عظيمة؟ إن كلمة هروب ليست لها نغمة شاذة، بالعكس تماما، فهي نغمة الحرية ورنين السعادة، إنها ليست نغمة المنطق، أتفهم يا سيدي؟
موشيه: إلى الجحيم! قل لي بأية مقاييس تحكم على الحرب؟
آبي: بالمقياس الوحيد، وهو إن حياة الإنسان هي الشيء الأكثر سموا وأهمية..
يوسي: وعندما تفنى الأقلية لتمنع فناء الأغلبية؟
آبي: إذا كان على شخص أن يقتل ويقتل من اجل أن يحيا شخص آخر.. يكون هناك دون شك أمر غير طبيعي..
يوسي: واضح إن هذا غير طبيعي، ولكن لا مفر..
آبي: لا مفر لان أحدهم قرر انه لا مفر..
يوسي: ماذا بك بحـق الشيطان؟ إننا نحارب ونناضـل من اجـل الحياة لا مـن اجل الموت.. وعندمـا لا نحارب سنقتل ونفنى.. أنت تعلـم إنني كذلك اسخـر من الساسة والسياسيين، ومـن ذلك الجنون، جنـون الشعارات، إنمـا الأمر هنا يختلف يا آبي اختلافا شاسعا.. ليس الأمـر هنا إن سياسيا مجنونا قد قرر إن الأمر ليس كذلك هنا.
آبي: لن اخـدم شيئا لا أؤمـن به حتى ولـو كان هـذا الشيء يدعى بيتا أو وطنا أو أرضا.. سأحاول العيش بشكل آخر، بالصورة التي أنال فيها أقصى حرية.
- ومن المسرحيات التي تناولت موضوع الحرب هي مسرحية (أنتِ وأنا والحرب المقبلة) لحانوخ ليفين أيضا وقد عرضت في آب 1968م. ومضمون هذه المسرحية يتناول سياسة الحرب الإسرائيلية واحتلال الضفة الغربية وقطاع غزة وتسمي حرب الأيام الستة بـ (حرب الـ11 دقيقة)، فقد جاء في أحد مقاطع المسرحية ما قاله البطل لجنوده الميتين: (لم يعد أحد منكم، وأنا اقف الآن وأتكلم إلى ساحة خالية)، لقد كان ثمن الانتصار أو الهزيمة موت الجنود وبقاء العسكري الكبير على قيد الحياة- حسب ليفين- أما في المشهد الثاني فنقرأ عن الجندي الذي يودع صاحبته ويطالبها بان لا تفتقده في أثناء غيابه وحتى إذا مات.

فـي المقطع الثالث، هاجـم ليفين الحرب والحكام الذين لا يصابون ولا بأي خـدش: (صادق أم لا.. إذا كان هناك خاسر، فهـو أنت فقط، رؤساء الحكومات بدون أي خدش، حينما ينتهي كل شيء، هـم الذين يقومون بالتأبين للشعب.. وأنا أريـد العيش وتأبينهم.
في القطعة الرابعة التقى ماكس غوطمان والمغنية السمينة بوليفيا فأخطأت هذه وتصورت انه هو الذي كان في القاعدة العسكرية حين نشبت الحرب وكانت تغني لهم، اخبرها بأنها تتحدث عن أخيه الذي مات، وظلت تسأله إلى أن قال لها: غوطمان لقد مات (أطلقت بوليفيا صرخة مفاجأة) للمـرة الرابعة تسألني..) (بوليفيا مرة رابعة وما زال ميتا).. (غوطمان، اجل ما زال ميتا.
وفي نشيد (وفي صباح رائع) قدم ليفين قطعة رثاء جميلة عن الذين سقطوا ضحايا لتلك الحرب، إلى أن يقول (الابن يعود من أرض المعركة ويفرح الأب والأم بعودة ابنهما سالما من تلك الحرب)، أما نشيد (الشطرنج) فهو مفتاح مهم للعمل المسرحي كله، ويرى ليفين إن هذا النشيد ارتكز على وصف ويلات الحرب المتأتية من أصحاب القرارات السياسية: (إلى أين ذهب ولدي، ولدي الطيب إلى أين؟ جندي اسود يضرب جنديا ابيض، لن يعود أبي)، وفي (مقامة للقائد بوم) سخر ليفين من العسكري الذي أخذ بهم إلى الحرب، فبدأ مفارقته بقوله له:
(«نقبّل لك مؤخرتك يا قائد بوم لأننا لولاك لما كنا نقبل شيئا الآن، لأننا لولاك لكانت نساؤنا الآن أرامل يا قائد بوم، لأننا لولاك لكان أولادنا يتامى يا قائد بوم.»
وفي نشيد طاهي الكتيبة:
«التقينا بالصورة الكئيبة التي خلقتها الحرب وأمواتها في نفوسنا... وفي الليلة قررنا الإنهاء، وملاك الموت اشتغل مثل الحمار في نفوسنا، وعندما بزغت الشمس ارتفعت، انتقل العدو من شقته إلى الأرض».
عندئذ قلنا: كل الاحترام، الحرب هي شغل جيد جدا، من يحبنا يبقى على قيد الحياة، والباقون يصمتون ويضطجعون.
أما في مقطع (لم حاربنا؟) فقد التقى جار وجارة في غرفة المخزن، البحار غوروبيتش مناصر للسلام ومعادٍ للحرب، أما السيدة فوكس فهي تؤيد الحرب، وجاء فيه أيضا، (الجارة: السيد والسيدة العزيزان، لم حاربنا؟ لم سكبنا دمنا الغالي كثيرا؟ الأرض المحتلة بين أيدينا، لذا باسمه، عليَّ القول: من مات فقط لن يعاد ولا مرة.
أما (أنتِ وأنا والحرب المقبلة) فهو النشيد الأخير في هذا العمل المسرحي:
" حينما نتنزه، آنذاك نحن الثلاثة، أنتِ وأنا والحرب المقبلة... أنتِ وأنا والحرب المقبلة.. والحرب المقبلة صوبنا لخيرنا.. أنتِ وأنا والحرب المقبلة، التي توجد استراحة مناسبة.. حينما نبتسم في لحظة حب، تبتسم معنا الحرب المقبلة، حينما ننتظر في غرفة الولادة، تنتظـر معنا الحرب المقبلة... حينما يقرع على الباب، آنذاك نحن الثلاثة أنت وأنا والحرب المقبلة، وحينما ينتهي ذلك، ثانية نحن الثلاثة، الحرب المقبلة أنت والصورة..). أما مسرحية (كطشوب) لحانوخ ليفين أيضا، والتي عرضت في آذار 1969، فتتناول مسألة الحرب والسلام والمحادثات التي جرت بين الوسيط الدولي غونار يارينغ ووزير الخارجية المصرية في تلك الفترة محمود رياض ووزير الخارجية الإسرائيلية أبا ايبان أيضا، وتعتمد فكرة هذه المسرحية على حلم السلام غير المتحقق بالنسبة لإسرائيل وإمكانية نشوب حـرب جديدة، وقـد لخص ليفين فـي المقطـع الأول الذي حمل عنوان (الحرب الأخيرة) حالة الاستنفار التي عاشتها إسرائيل بقوله: (مرة قلنا أيضا: حرب أخرى فقط، قلنا، حرب أخرى فقط، كانت حرب واحدة، كانت حرب ثانية، حرب أخرى فقط.
في المقطع الثاني، الجولة الأولى من المحادثات السلمية، سخر ليفين من محادثات السلام هذه، وفي المقطع الثالث، بلاد رائعة، استضاف الزوج والزوجة السيد تشيسلي: السائـح حدثهما عن المناخ والشمس والزوجان حدثاه عن عظمة الجيش (العسكرتاريا)، (فقالت المرأة للسائح: قدر كهذا، شعب صغير يخرج من بينه الجيش الأشد قوة وأمانا في العالم، جيش يعرف لماذا يحارب، ولأجل ذلك لا توجد قوة تستطيع مواجهته، ماذا بمقدورنا عمله؟ نحن، ببساطة، شعب رائع وقوي)، استمر الحوار، فأعلن السائح عن حبه للمناخ في حين قالت المرأة له: اعذرني كثيرا يا سيد تشيسلي، ما الذي تحمله ضد جيشنا؟، في نشيد، تانغو ودم، يرينا ليفين صورة قاتمة للوضع القائم: دم ونار ودم ونار ونار ودم.. بين أقدام زانيات يرتفع لهب اسود وحار.. الزبائن في النار.. دم ونار ونار ودم.وفي مقطع آخر من المسرحية بعنوان (المناطق)() يقول أحد أبطال المسرحية واسمه زيبتس موجها كلامه إلى الجالسين معه وهما بيرتا وتسفي: أيها السادة، اعتذر كثيرا، لكن ما حرر لا يعاد.. وهذه إشارة واضحة على أن احتلال الأرض الفلسطينية هو جزء من المشروع الصهيوني وأمر غير قابل للتفاوض أو التراجع، وان هذه الحرب التي أسفر عنها احتلال فلسطين هي عمل مقدس وشرعي تنفيذا لوعود دينية توراتية وهذا ما نلاحظه في النص التالي: (ها هنا البلاد الكاملة التي وعد الله إبراهيم بها، له ولنسله.
- وفي مسرحية (שש כנפים לאחד) «ستة أجنحة لواحد» لمؤلفها حانوخ برطوف مقاطع عن الحرب والخدمة العسكرية والمكانة الكبيرة التي يحظى بها الجندي اليهودي وانعكاسات ذلك على المجتمع اليهودي، ففي أحد المقاطع من المشهد الأول- الفصل الأول نقرأ ما يأتينقره لتكبير أو تصغير الصورة ونقرتين لعرض الصورة في صفحة مستقلة بحجمها الطبيعيהנהג- נותן פתק לידי קלינגר-: טוב, זהו זה.. ושמע, יש כאן חדר בשביל חיל אחד.. החדר הגדול הוא בשביל חיל, חיל שיבוא עם פתק.. טוב ושיהיה לכם במזל (הולך) במזל...) «السائق- يناول كلينجر ورقة صغيرة-: حسن، هذا كل شيء.. ولكن اسمع في هذا البيت غرفة لجندي واحد.. فالغرفة الكبيرة مخصصة للجندي، أي جندي يأتي بمثل هذه الورقة.. حسن إذن، وإني أتمنى لكم حظا سعيدا (ثم يذهب).. حظا سعيدا..».

(מנשה- יוצא מן הבית בהתפעלות- שני חדרים יש כאן ועוד חדר ענק.. (קליגר: זה בודאי לחיל נתנו) «مناشيه- يخرج من البيت وهو منفعل- يوجد هنا غرفتان وأخرى أيضا كبيرة» «كلينجر: بالضبط هذا ما أعطوه للجندي». وعن هاجس الحرب والخوف منها تقول جيتل- إحدى شخصيات المسرحية:
" גיטל: ההרים האלה מסביב.. שם יושבים הערבים והמלחמה, מי יודע מתי..)" جيتل: أ ترى تلك الجبال المحيطة؟ هناك يوجد العرب.. ولا أحد يدري متى تنشب الحرب؟ ".
وفي المشهد الثالث من الفصل الأول من المسرحية ذاتها نقرأ:
מניה: לא, פסח לא, זאת רציתי לומר.. עשר שנים אנו חײם יחד במלחמה, במחנות.. מה לא עבר עלינו? הכל נשׂאת באמץ.. מעולם לא נפל לבך)() «مانياه: كلا يا بيساح.. ما كنت اقصد هذا.. فمنذ عشر سنوات ونحن نعيش سوية.. في الحرب والمخيمات.. فما الذي تغير فينا؟ وقد تحملت كل تلك المآسي بجلد وصبر وشجاعة ولم تقنط أو تيئس..».
פסח: זה היה במלחמה, אבל ביום שנגמרה המלחמה צריך הײתי לעזוב אותך.. «بيساح: كان ذلك أثناء الحرب.. وكان عليَّ في الوقت الذي انتهت فيه الحرب أن أتخلى عنك».
מניה: פסח, מה זה תדבר? והכל- בגלל כמה מלים של איזה פקיד?)()
«مانياه: بيساح، ما الذي تقوله؟ أ كل هذا بسبب بضع كلمات تفوه بها أحد الموظفين؟».
פסח: את האמת אמר.. ימי שלום אינם ימי מלחמה, אסור היה לי,
מניה, אסור) «بيساح: لقد قال الحقيقة.. أيام السلام ليست كأيام الحرب.. كان محظور عليَّ، مانياه، محظور».
מניה: מוטב שנחשב מה נעשה עכשו, פסח.. במשך כל השנים הנוראות ההן הײת אומר לי תמיד: עוד יבוא השלום, מניה, עוד יהיו חײם בעולם.. אלו לא החזקת בי בשתי ידיך החזקות, לא הײתי נשארת בחײם.. וכעת, שבא השלום, שיש חײם אחרים, השׂמחה עוד מעט והבוא אתה.
«مانياه: من الخير لنا أن نفكر بالذي سنفعله الآن.. وكنت تقول لي دائما خلال تلك السنوات المخيفة: إننا نأمل أن يحل السلام ونعيش أياما حلوة.. ولو انك لم تضمني إلى حنانك طيلة تلك الفترة لكنت قد فارقت هذه العالم ولما تمكنت من البقاء على قيد الحياة حتى الوقت الحاضر.. والآن، بعد أن حل السلام، وأقبلت علينا حياة أخرى حيث المسرة والحبور تحاول أنت...».
وفي المشهد الأول من الفصل الثاني من المسرحية نفسها نقرأ:
(קלינגר: ישב עוד מעט, ישמח, ילמד.. הרי כל ילדותו עברה עליו במלחמות, (גיטל בוכה כי כבד) אין כאן על מה לבכות, גיטל.. עוד חדש... גיטל: הוא כבר לא ישוב.. האם אנחנו אשמים שכך גדל, ביער? הלא את חײ הײתי מוכנה לתת כדי שישאר בחײם.. עבדתי, גנבתי, רק כדי שישאר בחײם)() «كلينجر: سيمكث قليلا وسيسر وسيتعلم.. أولم تكفه طفولته التعسة التي قضاها في الحروب.. جيتل تجهش بالبكاء.. لا يوجد هنا ما تبكين عليه يا جيتل.. كلها شهر ويعود.. جيتل: قد لا يعود وهل نحن المسؤولون إذا تربى هكذا في الغابة؟ أولا تدري باني مستعدة للموت في سبيل أن يبقى حيا.. لقد عملت وسرقت من اجل أن يظل حيا».